# 许菊云
许菊云（1948年—），湖南长沙人，汉族，中华人民共和国政治人物、第十二届全国人民代表大会湖南地区代表。
担任长沙玉楼东有限公司湘菜大师、技术总监、总厨师长。加入中国共产党。2008年起担任全国人大代表。2013年，担任全国人大代表。